# Zelda Metz-Kelbermann
Zelda Metz-Kelbermann (* 1. Mai 1925 in Siedliszcze, Polen als Zelda Metz; † 1980 in den USA) kam am 20. Dezember 1942 mit ihren Cousinen Regina Feldmann-Zieliuska und Estera Raab auf einem Pferdetransport mit weiteren 800 jüdischen Personen ins Vernichtungslager Sobibór. Sie war eine der wenigen überlebenden Frauen dieses Vernichtungslagers.

## Lager und Flucht
Sie wurde zur Arbeit im Strickraum des Lagers ausgewählt, in dem Socken hergestellt wurden. Anschließend war sie in der Baracke zum Bügeln von Wäsche eingesetzt. Dort hatte sie die Wäsche der Ermordeten aus den Gaskammern zu sortieren. Im Sommer 1943 hatte sie beim Bau des Lagers 4 zu helfen.
Sie flüchtete mit Estera Raab und Hella Felenbaum-Weiss während des Aufstands von Sobibór.
Nach dem Aufstand und der Flucht arbeitete sie bis zum Ende des Zweiten Weltkrieges in Lemberg, wo sie den Namen Janina annahm, bis sie 1946 in die USA emigrierte.